# Котиково (село, Хабаровский край)
Ко́тиково — село в Вяземском районе Хабаровского края России.
В Вяземском районе также есть станционный посёлок Котиково.

## География
Село Котиково расположено в южной части края, в 23 км к югу от административного центра района — города Вяземский, на автодороге «Уссури».
На запад от села Котиково идёт дорога к станционному посёлку Котиково и к сёлам Виноградовка и Кедрово.

## История
Село Котиково основано переселенцами из Полтавской губернии в 1908—1909 году. Новоселы приехали по железной дороге на станцию Котиково. Село назвали Котиково по имени первого поселенца Котика. Летом 1909 года здесь стояли дома Сологуба С. А., Черченко Н., Рубана С., Бардак Т., Бардак С., Бондарец П., — всего 7 дворов. В последующие годы в село прибыли еще группы переселенцев — земляков, и к 1930 году в селе Котиково проживало 64 семьи. Основное занятие жителей — хлебопашество, скотоводство, пчеловодство. В 1912 году открылась школа с начальным трёхлетним обучением. Церкви не было.

## Население
| 1926 | 2002 | 2010 | 2011 | 2012 | 2021 |
| ---- | ---- | ---- | ---- | ---- | ---- |
| 590  | ↗597 | ↘564 | ↘563 | ↗575 | ↘496 |

## Образование
- ООШ Котиково[7]

## Экономика
- Краевое государственное унитарное сельскохозяйственное предприятие «Котиково»